# Univerza v Salamanci
Univerza v Salamanci (špansko Universidad de Salamanca) je najstarejša univerza v Španiji (odkar Univerza v Palenciji ne obstaja več) in ena najstarejših univerz v Evropi (skupaj z univerzami v Bologni, Parizu, Oxfordu, Cambridgeu, Padovi…). Nahaja se v mestu Salamanca, zahodno od Madrida, v avtonomni skupnosti Kastilija in Leon. Ustanovljena je bila leta 1134 pod vodstvom kralja Alfonza devetega. 
Formalni naziv »univerza« ji je dodelil kralj Alfonz X. leta 1254, leta 1255 pa je to priznal papež Aleksander IV.
Nekateri izmed pomembnejših študentov te univerze so: Miguel de Cervantes, Miguel de Unamuno, Fray Luis de León, Francisco Suárez, Antonio de Nebrija, Luis de Góngora, Hernán Cortés, Juan Zarate, Manuel Belgrano, Beatriz Galindo in številni drugi. 

## Zgodovina
Kot večina evropskih srednjeveških univerz izvira iz katedralnih šol iz okoli leta 1174. Leta 1218 jo je Alfonso IX. Leon označil s kategorijo generalnega študija svojega kraljestva. Naziv, Studium generale, splošni študij kaže na raznolikost njenih naukov, značilnost ne-zasebne šole (torej odprta je bila za vse) in veljavnost njenih nazivov, stopenj izobrazbe. 
Univerza v Salamanci je bila zlasti pravna univerza, podobno kot Univerza v Bologni in v nasprotju z univerzama v Oxfordu in Parizu, ki sta bili bolj osredotočeni na teologijo in umetnost. 
Leta 1254, je kastiljski kralj Alfonz X. univerzi dodelil status, ki je opredeljeval njen finančni sistem in ustvaril položaj bibliotekarja ter nekaterih drugih smeri. Tako je Univerza v Salamanci postala prva evropska univerza z javno knjižnico. Univerza je bila financirana s strani Cerkve, čeprav posredno. Sredstva so prihajala iz kraljevih tretjin cerkvene desetine. 
Poredmeti, ki so jih takrat poučevali, so bili medicina, logika, slovnica, glasba in pravo. Učitelji predmetov, povezanih s pravom, so bili deležni višjih plač. V trinajstem in štirinajstem stoletju pa so bili ustvarjeni novi predmeti, še posebej na področju zakonodaje in prava. Končno priznanje, licenca, da so diplome Univerze v Salamanci priznane po vsem svetu, ji je dodelil leta 1255 papež Aleksander IV. Med letoma 1381 in 1386 se je začelo poučevanje teologije.
Predavali so v latinščini, enotnem jeziku, za lažjo mobilnost mednarodnih profesorjev in študentov. Vendar pa je bila mednarodna mobilnost v tem obdobju dokaj nepomembna, saj je bilo zelo malo tujcev. Večina študentov Univerze v Salamanci je prihajalo iz Severne planote, Portugalske, Galicije ter Asturije. Univerza je imela veliko manjšo kapaciteto študentov kot nekatere druge takratne evropske univerze, na primer Univerza v Bologni. Proti koncu štirinajstega stoletja se je na univerzi v Salamanci izobraževalo med 500 in 600 študentov. Rast števila študentov v petnajstem stoletju je bila zelo pomembna, s skoraj 3.000 študenti na začetku šestnajstega stoletja.
Trajalo je zelo dolgo preden je inštitucija zagotovila lastne prostore za poučevanje, do petnajstega stoletja so predavanja potekala v križnem hodniku Stare katedrale, v najetih hišah in cerkvi Svetega Benita. Prva uradna zgradba univerze je bil Colegio Mayor de San Bartolomé (poznan tudi kot »Colegio Viejo«, Stara šola), ki jo je ustanovil Diego de Anaya Maldonado, leta 1401. Obstajala sta programa »nižja« in »višja« šola, z različnimi stopenjskimi nazivi, diploma, licenca, doktorat … 
V Zlati dobi Španije je bilo le šest (»Major«) Višjih šol: štiri v Salamanci: San Bartolomé, Oviedo, v Cuenca in Santiago, kasneje so dodali eno v Santa Cruzu v Valladolid in San Ildefonso v Alcaláju. Salamanca je imela tudi nešteto manjših šol in drugih univerzitetnih središč različnih vrst.
Do sedemnajstega stoletja je bila najbolj prestižna, znana in vplivna univerza v Španiji, z največjo raznolikostjo naukov, najboljših materialnih in človeških danosti ter najbolj mednarodnih študentov. K vzponu univerze je veliko prispevalo špansko odkritje Amerike in centraliziranje oblasti s strani Katoliških kraljev. V poznem sedemnajstem stoletju se je 65 % proračuna za plače namenilo profesorjem prava in teologije, medtem ko so bili profesorji matematike, astrologije in glasbe plačani najslabše. 
Do leta 1580 je na Univerzo letno prišlo 6.500 novih študentov, med diplomanti pa veliko uradnikov takratne Španske monarhije. 
Kljub pravni naravi univerze, se je od konca petnajstega stoletja pridružilo humanistično gibanje, čeprav je bilo relativno zasenčeno, na tem območju, zaradi novo ustanovljene Univerze v Alcaláju. Člani šole so prenovili študij teologije, postavili temelje sodobnega prava narodov, mednarodnega prava in sodobne ekonomske znanosti in aktivno sodelovali pri Tridentinskem koncilu. Matematiki te šole so študirali koledarsko reformo po naročilu papeža Gregorja XIII. in predlagana rešitev je bila nato uvedena.
Salamanka je v tem času imela prve predstavnice ženskega spola v univerzitetnem svetu: Beatriz Galindo in Lucía de Medrano. Medrano je bila sploh prva ženska, ki je predavala na katerikoli univerzi. 
Univerza je razpravljala tudi o projektu Krištofa Kolumba in posledicah, ki so jih prinašale njegove trditve. Z odkritjem Amerike pa so se obravnavale pravice avtohtonih ljudstev, kar je bilo za tisti čas revolucionarno razmišljanje. 
V sedemnajstem stoletju se je opustil humanističen značaj univerze, kar je sprožilo relativen upad. Da bi pokrivali stroške administracije, so otroci plemstva prevzemali nadzor nad glavnimi šolami, s čimer so te nehale služiti svojemu originalnemu namenu: izobraževati revno, vendar sposobno mladino. 

### Reforma
V osemnajstem stoletju, še posebej v času vladavine Carlosa III., so bile izvedene reforme, ki so Univerzo v Salamanci pripeljale do enega glavnih ciljev španskega razsvetljenstva. Vsa podpora je bila namenjena razvoju medicine, fizike, matematike in klasičnih književnosti. V skladu s smernicami se je ustanova razvijala v nov tip univerze, usmerjen vse bolj v naravoslovne in družbene vede in manj osredotočen na kanonsko pravo in teologijo.
V času francoske invazije, v bitki pri Salamanci (1808-1813), je bilo uničenih mnogo univerzitetnih poslpij. Kar je ostalo od njihovih knjižnic (del teh je bil preseljen v Kraljevo palačo, saj so bile šole zaprte do leta 1780), je bilo izropano. Leta 1852 je univerza izgubila status papeške univerze, pri odobritvi kraljeve odredbe z dne 21. maja, ki zatre svojih dve cerkveni fakulteti (teologijo in kanonsko pravo).
Po Načrtu Pidal leta 1845 je univerza izgubila možnost izdaje doktorske stopnje, ki je bila po novem rezervirana izključno za centralni univerzi v Madridu. S tem je Salamanca prenehala igrati vlogo modela univerze, ki je sedaj pripadala Centralnim univerzam v Madridu. 

### Obnovitev
Univerza v Salamanci je bila, zaradi svojega zgodovinskega pomena, dober model za začetek postopka, tako da je vlada močno podpirala priprave na praznovanje sedme stoletnice univerze v študijskem letu 1953-1954, želeli so zmanjšati politični vpliv na univerzo. 
Od konca aperturističnega procesa leta 1956 do leta 1960 je število študentov na Univerzi v Salamanci ostalo razmeroma stalno, med 3.000 in 4.000. Od študijskega leta 1962-1963 je bila stalna rast vpisa, podvojitev v desetih letih pa je dosegla 7.727 študentov v študijskem letu 1972-1973. Povečano število študentov se ni enakomerno razporedilo po fakultetah, večina študentov se je osredotočila na fakultete prava in medicine. Od takrat je Pravna fakulteta izgubljala vpliv v korist Filozofske fakultete, medtem ko je Medicinska fakulteta ohranila svoj prevladujoči položaj. 
Med letoma 1955 in 1965 se je vpis tujih študentov potrojil ter kasneje vedno bolj naraščal. V povprečju je 80,5 % tujih študentov prihajalo iz Latinske Amerike in študiralo predvsem medicino. 11,4 % tujih študentov, ki obiskujejo Filozofsko fakulteto, predvsem nadaljevalni tečaj hispanistike, vzdržuje tradicijo poučevanja španščine v Salamanci, ki traja vse leta 1950. Ti študentje so v večini prihajali iz Evrope (Združenega kraljestva) in Združenih držav Amerike.

## Organizacija
Trenutno je Univerza v Salamanki sestavljena iz šestnajstih fakultet: Likovna umetnost, Biologija, Znanost, Kmetijske in okoljske znanosti, kemijske znanosti, Družbene vede, Pravo, Ekonomija in gospodarstvo, Pedagogika, Farmacija, Filologija, Filozofija, Geografija in Zgodovina, Medicina, Psihologija ter Prevajanje in dokumentacija in pa dveh višjih šol: Zdravstvena nega in Fizioterapija.
Poleg tega so na kampusu, ki ga ima Univerza v Salamanci v drugih mestih, Politehnika Ávila, Politehnika Zamora, Fakulteta za industrijsko inženirstvo Bejar, šole za izobraževanje in turizem Avila in Višja pedagoška šola Zamora.
Univerza v Salamanki ima tudi več raziskovalnih centrov: Evropski dokumentacijski center, Center za raziskovanje bolezni rak, Tehnološki center oblikovanja in razvoja komunikaciji, Raziskovalni center za tropske bolezni (CIETUS) in mnoga druga. 

### Dodiplomski program
Univerza v Salamanci ponuja 74 dodiplomskih programov na različnih področjih znanja. Program jezikoslovja nudi učenje enajstih jezikov (angleški, francoski, nemški, španski, portugalski, italijanski, arabski, hebrejski, latinski, starogrški in vzhodnoazijski jeziki) in je eden najpopolnejših programov jezikoslovja v Evropi. 

### Podiplomski študij
Na podiplomskem študiju Univerza ponuja 102 programa, od katerih je 66 magistrskih in 36 doktorskih. 

## Danes
Danes je Univerza v Salamanki pomembno središče za študij humanistike, s posebnim poudarkom na jezikovnih študijih, kot tudi na področju prava in ekonomije.
Salamanka črpa študente iz vse Španije in celega sveta; je najvišje uvrščena univerza v Španiji, ki temelji na številu študentov, ki prihajajo iz drugih regij. Prav tako je znana po svojih tečajih španščine za tuje govorce, ki vsako leto privabljajo več kot dvatisoč tujih študentov.
V sodelovanju z Univerzo v Cambridgeu je Univerza v Salamanki soustanovitelj Združenja jezikovnih preizkuševalcev v Evropi (Alte) leta 1989.
V letu 2018 bo ustanova praznovala osmo stoletnico.